# Xã Shawnee, Quận Fountain, Indiana
Xã Shawnee (tiếng Anh: Shawnee Township) là một xã thuộc quận Fountain, tiểu bang Indiana, Hoa Kỳ. Năm 2010, dân số của xã này là 672 người.